# Hotan
Cette page contient des caractères spéciaux ou non latins. S’ils s’affichent mal (▯, ?, etc.), consultez la page d’aide Unicode.
Pour l'affluent du Tarim, voir Hotan (rivière).
Hotan ou Khotan (ouïghour : خوتەن / Hoten), translittéré en mandarin en Hetian (chinois : 和田 ; pinyin : Hétián), est une ville-district de 85 035 km2 de la région autonome du Xinjiang en Chine.
Son centre urbain est une ville-oasis située entre Yarkand (Shache) et Minfeng (Niya) sur la branche de la route de la soie qui contournait le désert du Taklamakan par le sud. Cette oasis est irriguée par la rivière Hotan, dont les sources proviennent de la cordillère du Kunlun.

## Histoire
On y trouve les momies du Tarim, datant du IIe et Ier millénaires av. J.-C..
L'oasis de Khotan est situé sur une branche importante et des plus anciennes de la route de la soie. C'était alors un chemin important entre l'Inde et le Tibet au Sud-Est et l'Asie centrale au Nord-Ouest.
Vers l'an zéro, elle est habitée par les Tokhariens, un peuple indo-européen.
Elle est la capitale de l'ancien royaume de Khotan (56 à 1000), un des plus anciens pays bouddhiques.
Durant la dernière partie du Xe siècle, le royaume de Khotan s'est engagé dans une lutte contre les turcs Qarakhanides (840 – 1212) venus du Nord-Est, dont la religion d'État était l'islam. Ils ont brièvement enlevé Kachgar aux Qarakhanides en 970 et, selon le récit chinois, le roi de Khotan a proposé d'envoyer un éléphant, en hommage, à la cour de Chine. Mais, en 1006, le Karakhanide Yusuf Ier Qadir Khan (1026-1032) de Kashgar conquiert Khotan, mettant fin à l'existence de l'État indépendant de Khotan.

### Dynastie Yuan
Au moment où Marco Polo a visité Khotan, entre 1271 et 1275, il indique que les habitants sont tous Mahométans.
La tibétologue Françoise Pommaret considère que si le moine franciscain Odoric de Pordenone (1265 — 1331) a longtemps été considéré comme le premier Occidental à pénétrer à Lhassa, il aurait en fait visité Khotan et recueilli auprès des habitants ce qu'il écrit concernant le Tibet.
William Johnson (topographe) (en) (?-1883), plus tard gouverneur du Ladakh, semble être le premier occidental moderne à avoir séjourné à Khotan auprès du vieux khan Badsha.

### Après la Révolution industrielle

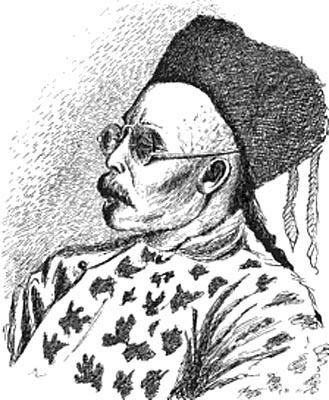
Liu Darin, amban de Khotan, par Sven Hedin, en janvier 1896

L'explorateur allemand Sven Hedin, y fait une expédition en 1896, lors de son périple à l'Ouest de la Chine il y rencontre notamment Liu Darin, l'amban de Khotan.
Selon l'agence de presse chinoise Xinhua, en 2011, des émeutiers ont attaqué un commissariat, faisant 4 morts et 4 blessés. Les policiers ont pour leur part abattu 14 émeutiers lors de cette attaque. Lors de cette émeute, il y aurait eu un incendie criminel, des explosions, des agressions et des assassinats.[réf. souhaitée]
En juin 2013, une centaine de personnes ont attaqué un poste de police. Les autorités considèrent qu'il s'agit d'une attaque terroriste . Selon la radio de propagande anti-communiste, Radio Free Asia, créée par les États-Unis pendant la guerre froide, la police a tiré sur les émeutiers et fait au moins deux morts et un blessé.
En 2018, un camp de rééducation, réservé aux musulmans, est ouvert à Hotan par les autorités chinoises .

## Économie

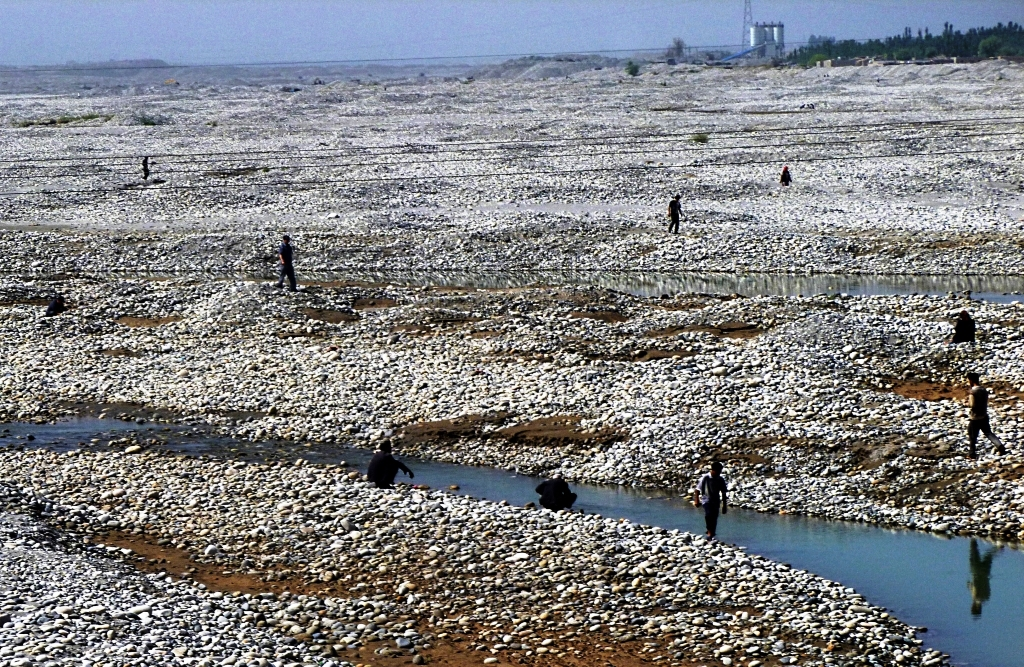
Jade blanc sur la rivière éponyme

La région produit une importante quantité de jade blanc sur la rivière Yurungkash (zh) (ouïghour en écriture arabe : يورۇڭقاش دەرياسى, chinois : 玉龙喀什河) ou « jade blanc » (chinois : 白玉河)

## Climat
Le climat est de type continental sec. La température moyenne annuelle est de 12,9 °C, à -3 °C pour le mois le plus froid, et à +27 °C pour le mois le plus chaud, la pluviométrie y est de 33 mm.

## Démographie
La population du district était de 322 330 habitants en 2010, et celle de la ville de Hotan était évaluée à 116 728 habitants en 2007.

### Liens externes

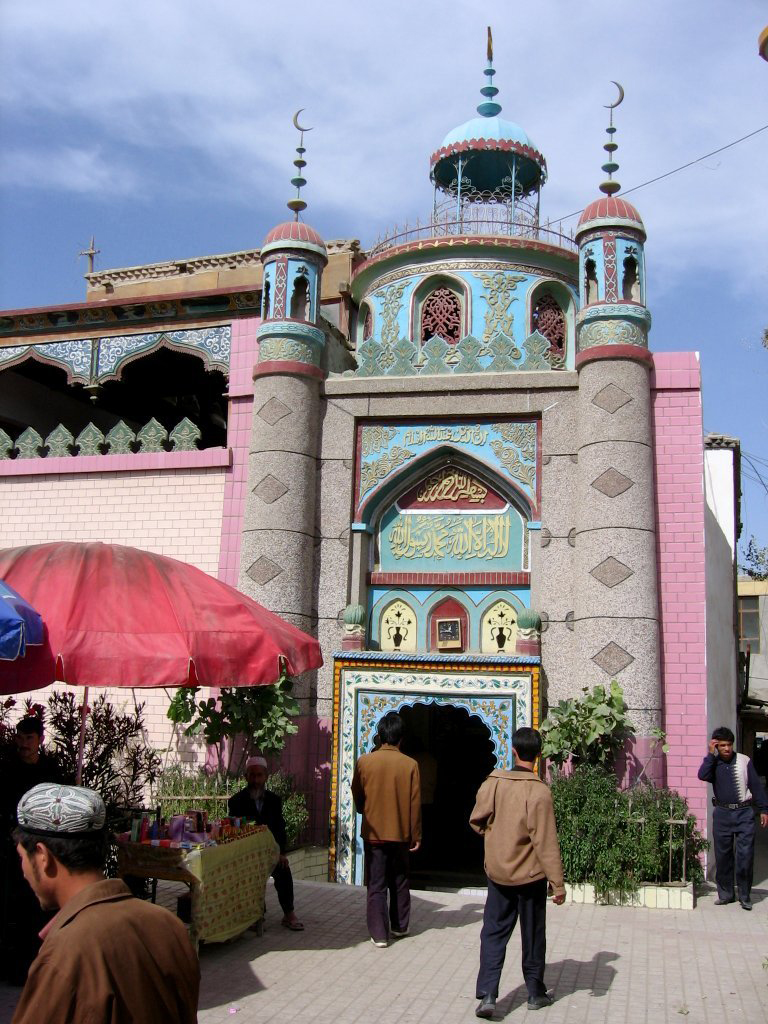
Mosquée à Hotan